# Claver
Claver (Bayan ng Claver) är en kommun i Filippinerna. Kommunen ligger på ön Mindanao, och tillhör provinsen Surigao del Norte. Folkmängden uppgår till 16 403 invånare.
Claver är indelat i 14 barangayer.